# Okres Nagykálló
Okres Nagykálló (maďarsky Nagykállói járás) je jedním ze třinácti okresů maďarské župy Szabolcs-Szatmár-Bereg. Jeho centrem je město Nagykálló.

## Sídla
V okrese se nachází celkem 8 měst a obcí.
Města
- Balkány
- Nagykálló

Městyse
- Kállósemjén

Obce
- Biri
- Bököny
- Érpatak
- Geszteréd
- Szakoly